# فلیکس ین
فلیکس کورت ین (به انگلیسی: Felix Jaehn) (زاده ۲۸ اوت ۱۹۹۴) شناخته شده با نام هنری فلیکس ین، دی‌جی و تهیه‌کننده موسیقی آلمانی، در سبک تراپیکال هاوس است. وی موفقیت‌های گوناگونی از قبیل ریمیکس خود برای آهنگ هلهله‌چی از اومی که در رتبه نخست جدول بیلبورد هات ۱۰۰ در سال ۲۰۱۵ قرار گرفت و همچنین ساخت آهنگ «هیچکس نمیتونه» داشته‌است.